# René Goris
René Goris, född 1 februari 1946, är en friidrottare från Belgien. Han deltog vid olympiska sommarspelen 1972.